# Arnošt I. Brunšvicko-Lüneburský
Arnošt I. Brunšvicko-Lüneburský (27. června 1497, Uelzen – 11. ledna 1546), také často nazýván Arnošt Vyznavač, byl brunšvicko-lüneburským vévodou a bojovník protestantské věci v prvních letech Reformace.
Byl od roku 1520 kníže lüneburský a vládce v Lůneburgu-Celle, části území Brunšvicko-Lüneburského vévodství rodiny Welfů.

## Život
Narodil se v Uelzenu jako druhorozený syn vévody Jindřicha a jeho první manželky Markéty, dcery kurfiřta Arnošta I. Saského. Samostatným vládcem se stal v roce 1527, když se vzdal vlády jeho starší bratr Ota, který si ponechal titul pána z Harburgu. Později se Arnošt oženil s Žofií Meklenbursko-Schwerinskou. Zemřel 11. ledna 1546 ve věku 48 let.
V roce 1512 byl Arnošt poslán do Wittenbergu ke dvoru svého strýce, matčina bratra, wettinského kurfiřta Fridricha. Tam získal na tamní univerzitě učení Georga Spalatina; ve Wittenbergu pobýval i na počátku Reformace.
V roce 1520 donutily politické třenice s císařem Karlem V. Arnoštova otce Jindřicha Brunšvicko-Lüneburského k abdikaci a odchodu k francouzskému dvoru, který byl horlivě katolický. Dva nejstarší Jindřichovi synové, Ota a Arnošt, se stali regenty jeho země. Po naléhání katolických sil se Jindřich v roce 1527 vrátil domů a pokusil se získat moc. Ale jeho pokus selhal a vrátil se do Francie. Jindřichovi bylo umožněno se do Lüneburgu vrátit v roce 1530, aby strávil své poslední dny v knížecím domě, který mu dal jeho nejstarší syn.
Jindřichův nejstarší syn Ota, který byl také vzděláván s bratrem ve Wittenbergu, se stal Brunšvicko-Lüneburským vévodou; v letech 1520 až 1527 byl také knížetem z Lüneburgu a v letech 1527 až 1549 baronem z Harburgu. Bratři vládli v letech 1520 až 1527 společně. Poté, co však Ota odešel v roce 1527 do ústraní se stal Arnošt samostatným vládcem. Stav jeho panství nebyl prosperující.

### Zavedení Reformace v Brunšvicko-Lüneburgu
Politické úvahy podporovaly zavedení reformace; mezi prostými lidmi to nabízelo příležitost omezit výsady šlechticů a duchovenstva. Z pohledu šlechticů reformace nabízela možnost získat něco z církevního a klášterního majetku. Předchůdcem Reformace v Lüneburgu byl Wolf Cyclop, lékař ze Cvikova, který nebyl prost hnutí Cvikovských proroků. Následovali ho například Gottschalk Cruse, Heinrich Bock a Matthäus Mylow.
Arnošt se přikláněl k pomalému postupu Reformace, ale v roce 1525 mu německá selská válka dala příležitost spojit se se svým bratrem v požadavku, aby kláštery deklarovaly svůj majetek a aby přijaly protestantské kazatele. Arnošt také slíbil svému strýci, saskému kurfiřtovi, že bude stát za protestantskou věcí. Po selhání pokusu katolické skupiny o znovu nastolení jeho otce v roce 1527 se stal Arnoštův postup rozhodnějším.
V červenci 1527 byla přijata první kniha kázání, kterou vypracovali kazatelé z Celle. Na sněmu v srpnu téhož roku bylo nařízeno, že "čisté Boží slovo by mělo být hlásáno všude bez dodatků vytvořených lidmi." Mezi lety 1527 až 1530 byli ve většině farností a klášterů zavedeni luteránští kazatelé – ne ve všech případech bez donucení. V roce 1530 Arnošt odjel do Augsburgu a podepsal Konfesi. Zpět s sebou přivezl Urbana Rhegia, který pracoval na šíření Reformace, zavedené do města Lüneburg. V roce 1532 přijal po smrti opata Boldewina nový řád největší a nejbohatší klášter v zemi, sv. Michala v Lüneburgu. Rhegius zemřel v roce 1541 a nahradil ho Martin Ondermark, který jeho práci dokončil.
Kazatelé byli obecně dobře nakloněni reformovanému náboženství, zatímco lidé se drželi starého a jen postupně se přizpůsobovali novému. Po roce 1530 byl Arnošt nejvlivnějším knížetem v severním Německu. Když v Hannoveru hrozilo, že tamní reformace se stane revolucí a nastolí starý řád, poslal tam Rhegia. Ve vestfálských městech posílil protestantskou stranu proti římským katolíkům, ačkoli jeho úsilí bylo v Münsteru marné. Jeho vliv byl cítit také v Pomořansku, Meklenbursku, v hrabství Hoya a ve Východním Frísku.

### Šmalkaldský spolek
Arnoštova nejúčinnější práce byla pravděpodobně vykonána jeho neklidnou činností pro Šmalkaldský spolek. Přiměl severoněmecká města, Hamburk, Brémy, Braunschweig, Göttingen a další, aby se připojila, a často se stal úspěšným prostředníkem, když hrozil rozkol mezi přehnaně opatrným saským kurfiřtem a svéhlavým Filipem Hesenským. Arnošt někdy používal tvrdá opatření, aby naplnil svou vůli a byl poháněn touhou povýšit své postavení vládce, stejně jako vyššími pohnutkami, přesto byl celkově věrný svému heslu "aliis inserviendo consumor" ("spotřebovávám se ve službě druhým"), případně se objevuje jako "aliis servio; me ipsum contero" ("Sloužím druhým; opotřebovávám se").
V době jeho smrti byli čtyři jeho synové stále nezletilí, ale protestantská církev v Lüneburgu byla tak pevně zakotvena, že mohla přežít regentství a nešťastnou dobu Šmalkaldské války.

## Manželství a potomci
2. června 1528 se třicetiletý Arnošt ve Schwerinu oženil s o jedenáct let mladší Žofií, nejstarší dcerou vévody Jindřicha V. Meklenburského a jeho první manželky Uršuly Braniborské. Manželé spolu měli osm dětí, které se dožily dospělosti:
- František Ota Brunšvicko-Lüneburský (1530–1559), vévoda brunšvicko-lüneburský, kníže lüneburský, ⚭ 1559 Alžběta Magdaléna Braniborská (6. září 1537 – 22. srpna 1595)
- Fridrich Brunšvicko-Lüneburský (1532–1553)
- Jindřich Brunšvicko-Dannenberský (1533–1598), vévoda brunšvicko-lüneburský, kníže lüneburský, ⚭ 1569 Uršula Sasko-Lauenburská (1545–1620)
- Markéta Brunšvicko-Lüneburská (1534–1596)
- Vilém Brunšvicko-Lüneburský (1535–1592), vévoda brunšvicko-lüneburský, kníže lüneburský, ⚭ 1561 Dorothea Dánská (29. června 1546 – 6. ledna 1617)
- Alžběta Uršula Brunšvicko-Lüneburská (1539–1586), ⚭ 1558 Otta IV. ze Schaumburku (1517–1576), hrabě ze Schauenburku
- Magdaléna Žofie Brunšvicko-Lüneburská (1540–1586)
- Žofie Brunšvicko-Lüneburská (1541–1631)

## Vývod z předků
|                                 |                                         |  |                   |                                   |  |  |  |  |  |  |  | Bernard I. Brunšvicko-Lüneburský |
|                                 |                                         |  |                   |                                   |  |  |  |  |  |  |  |                                  |
|                                 | Fridrich II. Brunšvicko-Lüneburský      |  |                   |                                   |  |  |  |  |  |  |  |                                  |
|                                 |                                         |  |                   |                                   |  |  |  |  |  |  |  |                                  |
|                                 |                                         |  |                   | Markéta Saská                     |  |  |  |  |  |  |  |                                  |
|                                 |                                         |  |                   |                                   |  |  |  |  |  |  |  |                                  |
|                                 | Ota V. Brunšvicko-Lüneburský            |  |                   |                                   |  |  |  |  |  |  |  |                                  |
|                                 |                                         |  |                   |                                   |  |  |  |  |  |  |  |                                  |
|                                 |                                         |  |                   | Fridrich I. Braniborský           |  |  |  |  |  |  |  |                                  |
|                                 |                                         |  |                   |                                   |  |  |  |  |  |  |  |                                  |
|                                 | Magdaléna Braniborská                   |  |                   |                                   |  |  |  |  |  |  |  |                                  |
|                                 |                                         |  |                   |                                   |  |  |  |  |  |  |  |                                  |
|                                 |                                         |  |                   | Alžběta Bavorská                  |  |  |  |  |  |  |  |                                  |
|                                 |                                         |  |                   |                                   |  |  |  |  |  |  |  |                                  |
|                                 | Jindřich Brunšvicko-Lüneburský          |  |                   |                                   |  |  |  |  |  |  |  |                                  |
|                                 |                                         |  |                   |                                   |  |  |  |  |  |  |  |                                  |
|                                 |                                         |  |                   | Engelbert I. Nassavský            |  |  |  |  |  |  |  |                                  |
|                                 |                                         |  |                   |                                   |  |  |  |  |  |  |  |                                  |
|                                 | Jan IV. Nassavsko-Siegenský             |  |                   |                                   |  |  |  |  |  |  |  |                                  |
|                                 |                                         |  |                   |                                   |  |  |  |  |  |  |  |                                  |
|                                 |                                         |  |                   | Johana van Polanen                |  |  |  |  |  |  |  |                                  |
|                                 |                                         |  |                   |                                   |  |  |  |  |  |  |  |                                  |
|                                 | Anna Nassavsko-Dillenburská             |  |                   |                                   |  |  |  |  |  |  |  |                                  |
|                                 |                                         |  |                   |                                   |  |  |  |  |  |  |  |                                  |
|                                 |                                         |  |                   | Jan II. z Loonu a Heinsbergu      |  |  |  |  |  |  |  |                                  |
|                                 |                                         |  |                   |                                   |  |  |  |  |  |  |  |                                  |
|                                 | Marie z Loon-Heinsbergu                 |  |                   |                                   |  |  |  |  |  |  |  |                                  |
|                                 |                                         |  |                   |                                   |  |  |  |  |  |  |  |                                  |
|                                 |                                         |  |                   | Markéta ze Solms-Braunfels        |  |  |  |  |  |  |  |                                  |
|                                 |                                         |  |                   |                                   |  |  |  |  |  |  |  |                                  |
| Arnošt I. Brunšvicko-Lüneburský |                                         |  |                   |                                   |  |  |  |  |  |  |  |                                  |
|                                 |                                         |  |                   |                                   |  |  |  |  |  |  |  |                                  |
|                                 |                                         |  | Fridrich I. Saský |                                   |  |  |  |  |  |  |  |                                  |
|                                 |                                         |  |                   |                                   |  |  |  |  |  |  |  |                                  |
|                                 | Fridrich II. Saský                      |  |                   |                                   |  |  |  |  |  |  |  |                                  |
|                                 |                                         |  |                   |                                   |  |  |  |  |  |  |  |                                  |
|                                 |                                         |  |                   | Kateřina Brunšvicko-Lüneburská    |  |  |  |  |  |  |  |                                  |
|                                 |                                         |  |                   |                                   |  |  |  |  |  |  |  |                                  |
|                                 | Arnošt Saský                            |  |                   |                                   |  |  |  |  |  |  |  |                                  |
|                                 |                                         |  |                   |                                   |  |  |  |  |  |  |  |                                  |
|                                 |                                         |  |                   | Arnošt Habsburský                 |  |  |  |  |  |  |  |                                  |
|                                 |                                         |  |                   |                                   |  |  |  |  |  |  |  |                                  |
|                                 | Markéta Habsburská                      |  |                   |                                   |  |  |  |  |  |  |  |                                  |
|                                 |                                         |  |                   |                                   |  |  |  |  |  |  |  |                                  |
|                                 |                                         |  |                   | Cimburgis Mazovská                |  |  |  |  |  |  |  |                                  |
|                                 |                                         |  |                   |                                   |  |  |  |  |  |  |  |                                  |
|                                 | Markéta Saská                           |  |                   |                                   |  |  |  |  |  |  |  |                                  |
|                                 |                                         |  |                   |                                   |  |  |  |  |  |  |  |                                  |
|                                 |                                         |  |                   | Arnošt Bavorský                   |  |  |  |  |  |  |  |                                  |
|                                 |                                         |  |                   |                                   |  |  |  |  |  |  |  |                                  |
|                                 | Albrecht III. Bavorský                  |  |                   |                                   |  |  |  |  |  |  |  |                                  |
|                                 |                                         |  |                   |                                   |  |  |  |  |  |  |  |                                  |
|                                 |                                         |  |                   | Alžběta Visconti                  |  |  |  |  |  |  |  |                                  |
|                                 |                                         |  |                   |                                   |  |  |  |  |  |  |  |                                  |
|                                 | Alžběta Bavorská                        |  |                   |                                   |  |  |  |  |  |  |  |                                  |
|                                 |                                         |  |                   |                                   |  |  |  |  |  |  |  |                                  |
|                                 |                                         |  |                   | Erik I. Brunšvicko-Grubenhagenský |  |  |  |  |  |  |  |                                  |
|                                 |                                         |  |                   |                                   |  |  |  |  |  |  |  |                                  |
|                                 | Anna Brunšvicko-Grubenhagensko-Einbecká |  |                   |                                   |  |  |  |  |  |  |  |                                  |
|                                 |                                         |  |                   |                                   |  |  |  |  |  |  |  |                                  |
|                                 |                                         |  |                   | Alžběta Brunšvicko-Göttingenská   |  |  |  |  |  |  |  |                                  |
|                                 |                                         |  |                   |                                   |  |  |  |  |  |  |  |                                  |